# قضية جريمة شرف مانوج وبابلي
 قضية جريمة شرف مانوج وبابلي كانت تعتبر قضية من قضايا جرائم القتل دفاعاً عن الشرف التي تخص الهنود حديثي الزواج «مانوج بانوالا وبابلي» في يونيه من عام 2007 والتي قضت المحكمة في هذه القضية على المدعي عليهم بالإدانة بسبب جريمة القتل دفاعاً عن الشرف. المتهمون في هذه الجريمة أقارب «بابلي» وهم (جونجاراج الجد الذي كان زعيم «الكاب», والأخ، والأم وأعمام الأب واثنين من أبناء الأعمام), بينما كان أقارب «مانوج» وبالأخص والدته تدافع كثيرا عن هذه العلاقة. القتل كان بأمر من قبل ال «كاب بانشيات*» والذي كان يعد المجلس الملي الديني التابع لقرية «الكارورا» بمقاطعة «كايثال» هاريانا. أمر «الكاب*» في ذلك الوقت بإصدار قواعد تحظر الزواج الخارج عن الأعراف المجتمعية، وكان ذلك المجلس الملي أو الديني هو الشائع في الأديان الداخلية للعديد من الولايات الهندية ومنهم (هريانا، بنجاب، وغيرهم...) وتم تشغيلها بموافقة الحكومة لعدة سنين، وصرحت الحكومة بإنه لا قلق من قواعد ال«كاب بانشيات».
وكانت قواعد «كاب البانشيات» مبنية على افتراض أن «مانوج» و «بابلي» ينتمون إلي نفس الجماعة وبالتالي فهي تدخل ضمن أنهم اشقاء رغم عنهم وأي اتصال بينهم يدخل في زواج المحارم، بالرغم من ذلك استمر الزوجان وكانت نهايتهم الخطف والقتل من قبل أقارب «بابلي».
في مارس من عام 2010, قضت المحكمة بحكمها ليتم تنفيذه علي الخمس متهمين وقضت بالسجن المؤبد علي رئيس ال«كاب» الذي أخرج تلك القواعد و7 سنوات بالنسبة لجريمة الخطف وقرر وزير الداخلية في ذلك الوقت تعديل قانون العقوبات الهندي كرد علي وفاة «مانوج» و «بابلي» وجعل جرائم القتل دفاعاً عن الشرف من الجرائم المميزة.

## التفسير
*الكاب (khap panchayat, khap): هو تنظيم مجتمعي يمثل قبيلة أو مجموعة أو عشيرة يتواجد علي الأغلب في القطاع الشمالي للهند وهو ليس له أي اعتراف وغير تابع للنظام الحكومي والكاب بانشياب تعد جزء منها.
*الكارورا (Karora village, Kaithal district, Haryana): هي قرية موجودة في مقاطعة كايتال.